# زاهية دحمان
زاهية دحمان (بالفرنسية: Zahia Dahmani)‏ (و. 1972  م) هي منافسة ألعاب القوى فرنسية، ولدت في روبيه.

## روابط خارجية
- زاهية دحمان على موقع الاتحاد الدولي لألعاب القوى (الإنجليزية)
- زاهية دحمان على موقع الاتحاد الفرنسي لألعاب القوى (الفرنسية)